# Usera (métro de Madrid)
Usera est une station de la ligne 6 du métro de Madrid, en Espagne.

## Situation
La station de métro se situe entre Plaza Elíptica et Legazpi.

## Historique
La station Usera est ouverte le 7 mai 1981. L'inauguration du tronçon incluant la station est faite par Leopoldo Calvo-Sotelo, président du gouvernement espagnol.

## Service des voyageurs

### Intermodalité
La station est en correspondance avec les lignes d'autobus no 47, 247 et N15 du réseau EMT.